# Geerat J. Vermeij

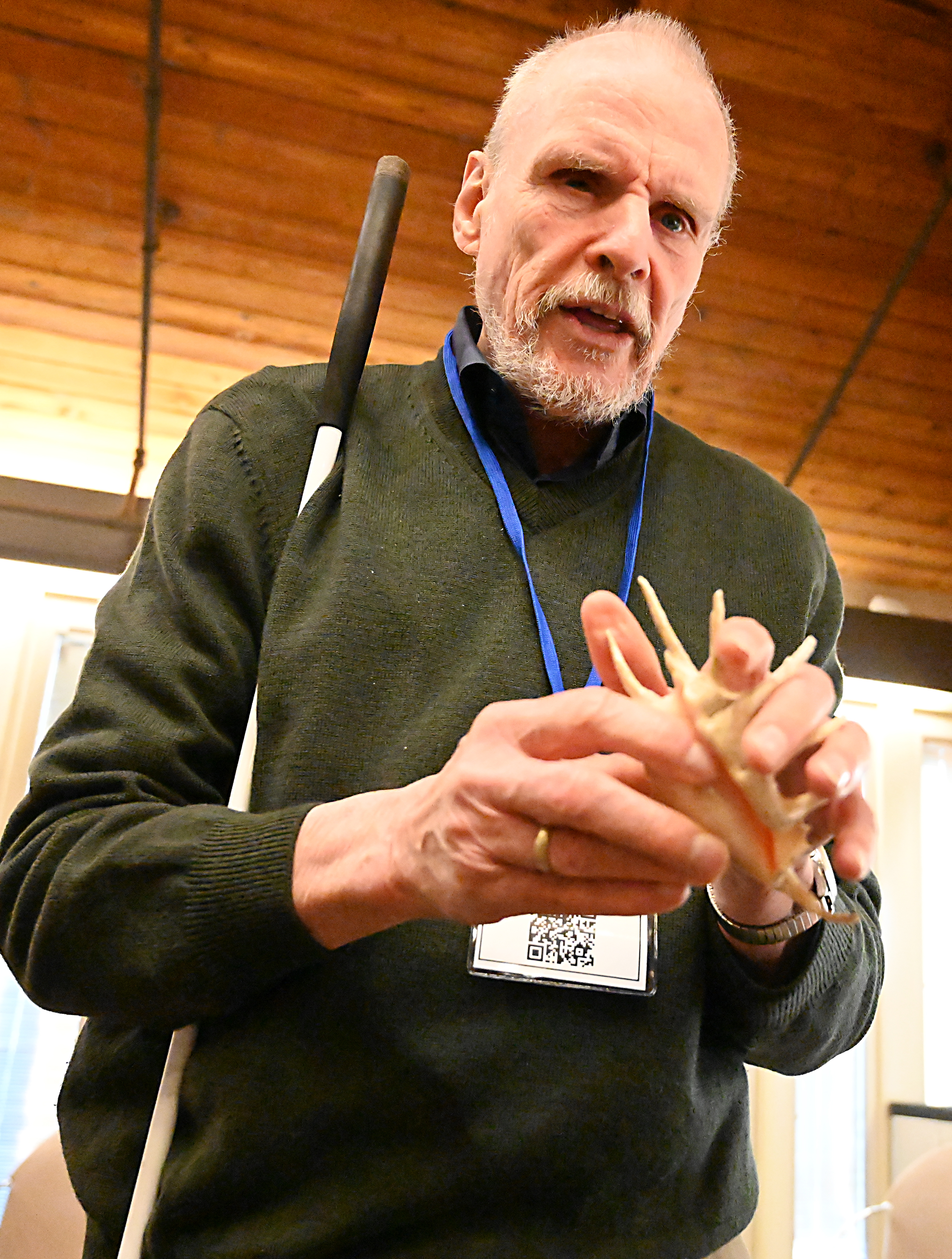
Geerat J. Vermeij (2023)

Geerat J. Vermeij (ur. 28 września 1946 w Sappemeer) − niderlandzko-amerykański paleontolog i malakolog.

## Biografia

### Życiorys
Urodził się w Holandii. W wieku trzech lat utracił wzrok. Rozwinął umiejętność obserwacji przy pomocy dotyku, co pozwoliło mu na karierę naukową mimo ślepoty.  
W 1955 wraz z rodziną przeniósł się do Stanów Zjednoczonych. W 1968 ukończył studia na Uniwersytecie Princeton, a w 1971 uzyskał doktorat z biologii na Uniwersytecie Yale. Jego kariera zawodowa jest związana z Uniwersytetem Kalifornijskim w Davis, gdzie w 2023 otrzymał tytuł zasłużonego profesora emerytowanego (distinguished professor emeritus).  

### Pełnione funkcje i otrzymane godności
- Członek Kalifornijskiej Akademii Nauk (1992)[8]
- Medal im. Daniela Girauda Elliota(inne języki) (2000)[9]
- Członek Amerykańskiej Akademii Sztuk i Nauk (2021)[10]
- Członek Narodowej Akademii Nauk (2022)[5]

## Znaczenie w historii nauki
Podsumowaniem zasadniczej tematyki badań naukowych Geerata Vermeija jest uzasadnienie przyznania mu w 2000 medalu im. Daniela Girauda Elliotta: „za odkrycie wysokiej rangi ogólnych prawideł ewolucji biologicznej na podstawie zapisu kopalnego” (for his extracting major generalizations about biological evolution from the fossil record).
Zaproponował hipotezę eskalacji, którą można w sposób uproszczony streścić jako przyjęcie, że najistotniejszym czynnikiem doboru naturalnego są wrogie interakcje z innymi gatunkami, takie jak drapieżnictwo czy współzawodnictwo, a reakcje na tego rodzaju wrogie czynniki były źródłem długofalowych zmian morfologicznych i behawioralnych w całym fanerozoiku.
Sformułował tezę, iż ogólny kierunek ewolucji polega na wzroście mocy (ang. power), czyli energii pobieranej i wydatkowanej w jednostce czasu. Przykładami wzrostu mocy są coraz większe rozmiary organizmów, coraz wyższa produkcja pierwotna, coraz bardziej intensywna bioturbacja gleb i osadów oraz wiele innych procesów.

## Eponimia
Na jego cześć nazwano rodzaj ślimaków Vermeijius oraz kilka gatunków mięczaków.